# Kikuchi Taketoki
Kikuchi Ikejiro nyudo Jakua (Taketoki) (菊池武時, 1292-27 avril 1333) est un samouraï, le 12e chef du clan Kikuchi.

## Biographie
Il est le deuxième fils de Kikuchi Takamori et le frère cadet de Kikuchi Tokitaka (fils ainé). Son nom d'enfant est Shoryumaru. Au cours de sa vie, il utilise également le nom de « Jakua ». Son père Takamori meurt avant son grand-père Takefusa. Takenori, le frère de Takamori et Tokitaka, le frère de Taketoki, se battent entre eux pour le pouvoir et finissent tous deux par mourir ; ainsi Taketoki devient chef du clan. En 1333, l'empereur Go-Daigo demande à Taketoki de l'aider. Il est le bras droit de Go-Daigo et en est récompensé. Taketoki rassemble des troupes à Kyushu et projette d'attaquer Hojo Hidetoki (Akahashi Hidetoki) de Chinzei Tandai, mais ils découvrent son plan et l'attaquent en premier. Taketoki, âgé de 42 ans, et son fils Yoritaka meurent dans cette attaque.
Taketoki est enterré à Fukuoka. Il y a une tombe pour la tête et une tombe pour son torse. Le sanctuaire Kikuchi à Kikuchi est construit en son honneur. Il eut douze enfants en tout.

## Source de la traduction
- (en) Cet article est partiellement ou en totalité issu de l’article de Wikipédia en anglais intitulé « Kikuchi Taketoki » (voir la liste des auteurs).